# رنگ‌هراسی (فیلم)
رنگ‌هراسی (به انگلیسی: Chromophobia) یا کروموفوبیا فیلمی محصول سال ۲۰۰۵ و به کارگردانی مارتا فینس است. در این فیلم بازیگرانی همچون پنه‌لوپه کروز، ریف فاینز، کریستین اسکات توماس، ریس ایفانز، ایان هولم، دیمین لوئیس و بن چاپلین ایفای نقش کرده‌اند.